# Ipomoea regnellii
Ipomoea regnellii är en vindeväxtart som beskrevs av Carl Daniel Friedrich Meisner. Ipomoea regnellii ingår i släktet praktvindor, och familjen vindeväxter. Inga underarter finns listade i Catalogue of Life.